# سرخیو آگوئرو

امضای سرخیو آگوئرو

سرخیو لئونل آگوئرو دل کاستیو (به اسپانیایی: Sergio Leonel Agüero del Castillo‎؛ زادهٔ ۲ ژوئن ۱۹۸۸) بازیکن سابق فوتبال اهل آرژانتین است که سابقهٔ بازی برای باشگاه‌هایی مانند منچستر سیتی، اتلتیکو مادرید و اتلتیکو ایندپندینته دارد ، و او همچنین داماد سابق دیگو مارادونا است.
او بهترین گلزن تاریخ باشگاه فوتبال منچسترسیتی محسوب می‌شود. او یکی از بهترین بایکنان نسل خودش بوده است و به او لقب اسطوره منچستر سیتی را داده بودند. وی در تیم ملی فوتبال آرژانتین بازی می‌کرد و بعد از لیونل مسی و گابریل باتیستوتا سومین گلزن برتر تاریخ تیم ملی فوتبال آرژانتین است. آگوئرو به دلیل مشکلات قلبی در دسامبر ۲۰۲۱ برای همیشه از فوتبال کناره‌گیری کرد. آگوئرو یکی از بهترین مهاجم‌ها و یکی از بهترین گل زن‌ها بود او ترجیح می‌داد لقب «KUN» پشت پیراهنش نقش ببندد زیرا این لقب را پدربزرگش به هنگام کودکی و از روی یک شخصیت کارتونی به وی داده بوده است.

## دوران حرفه‌ای
سرخیو در یک خانواده متوسط در جنوب بوینس آیرس به دنیا آمد و تنها ۸ سال داشت که پدرش او را به مدرسه ایندیپندنته معرفی کرد. او به تیم زیر ۱۱ ساله‌های این باشگاه راه یافت و با این تیم قهرمان زیر ۱۱ ساله‌های آرژانتین شد. اولین بازی رسمی خود را برای تیم بزرگسالان ایندیپندنته در سن ۱۶ سالگی انجام داد و جوانترین بازیکن تاریخ باشگاه لقب گرفت.
از باشگاه‌هایی گه آگوئرو در آنها بازی کرده می‌توان به باشگاه فوتبال ایندپندینته، باشگاه فوتبال اتلتیکو مادرید و باشگاه فوتبال منچستر سیتی و باشگاه فوتبال بارسلونا اشاره کرد.

### آگوئرو پس از ایندیپندنته
آگوئرو در سال ۲۰۰۵ (۱۷ سالگی) بهترین بازیکن و گلزن ایندیپندنته بود و در همین سن جایزه بهترین بازیکن لیگ را از آن خود کرد. تابستان ۲۰۰۵ برای شرکت در جام جهانی جوانان به تیم ملی دعوت شد که به گفته خودش مهم‌ترین اتفاق زندگیش را تجربه کرد. در این جام در کنار لیونل مسی توانست قهرمانی جهان را به‌دست‌آورد.
پس از درخشش در جام جهانی جوانان مورد توجه بسیاری از باشگاه‌های اروپایی از جمله چلسی و اتلتیکو مادرید قرار گرفت که سرانجام این تیم اتلتیکو مادرید بود که با پرداخت مبلغ هنگفتی توانست این بازیکن جوان را به خدمت بگیرد. طی یک فصل حضور در اتلتیکو مادرید و با وجود مصدومیت‌های مکرر کوتاه مدت توانست ۷ گل بزند و بعد از تورس دومین گلزن تیمش باشد.
وی در سال ۲۰۰۷ بار دیگر به تیم جوانان آرژانتین دعوت شد و با درخشش در این مسابقات تمام افتخارات ممکن از قبیل قهرمانی و جایزه بهترین بازیکن و گلزن این مسابقات را از آن خود کرد.
وی در سال ۲۰۰۷ به عنوان بهترین بازیکن جوان سال جهان انتخاب شد.

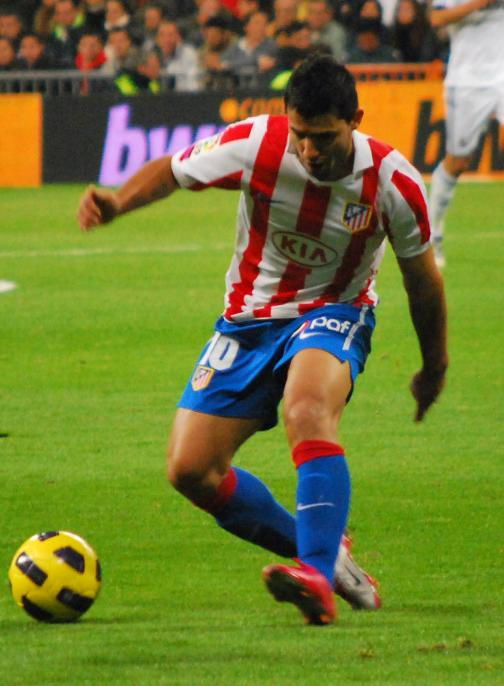
آگوئرو درحال بازی برای اتلتیکو مادرید در سال ۲۰۱۰

آگوئرو در سال ۲۰۰۸ به همراه تیم المپیک آرژانتین راهی پکن محل مسابقات شد و در آنجا به قهرمانی این مسابقات دست یافت که می‌توان بهترین بازی وی در این مسابقات را بازی در برابر برزیل دانست که دو گل برای آرژانتین به ثمر رساند.

### منچستر سیتی
آگوئرو در سال ۲۰۱۱ به باشگاه منچسترسیتی انگلیس پیوست بی آنکه بداند اوج نقطهٔ عطف دوران حرفه‌ای او در این باشگاه رقم خواهد خورد.
در سال ۲۰۱۱–۲۰۱۲ در آخرین بازی لیگ، منچستر سیتی مقابل کوئینز پارک رنجرز در حالیکه ۲ بر ۱ شکست خورده بود ابتدا در وقتهای تلف شده بازی را به تساوی کشاند بعد از آن در حالیکه کمتر از یک دقیقه به پایان وقتهای تلف شده باقی مانده بود سرخیو موفق شد با دریبل مدافع روبروی خود گل پیروزی را به ثمر برساند. سیتی بعد از چهل و چهار سال جامی را که دو دهه در خانهٔ همسایه رفت‌وآمد داشت تصاحب کرد. سرخیو نه فقط برای گل قهرمانی که بغض فروخوردهٔ هواداران سیتی را فریاد می‌زد به همین دلیل از همان فصل اول اسطورهٔ سیتی شد. دوران اوج او در سیتی به مدت ده سال ادامه پیدا کرد. در این مدت آگوئرو هم در تیم ملی آرژانتین و هم در سیتی افتخارات تیمی و فردی زیادی را کسب کرد. بیشترین گل زده برای سیتی در تمام طول دوران تاریخ باشگاه یکی از این افتخارات است.
تندیس آگوئرو، وینسنت کمپانی و داوید سیلوا در مقابل ورزشگاه اختصاصی منچستر سیتی به عنوان اسطوره‌های تاریخ این باشگاه قرار دارد.
او در دیدار دوستانه تیم ملی آرژانتین در برابر بولیوی در سال ۲۰۱۵ که با برتری پنج بر صفر آرژانتین همراه شد، سه گل زد و بدین ترتیب اولین هت تریکش را در دیدارهای ملی رقم زد. همچنین سرخیو آگوئرو تاکنون ۱ بار گلات (۵ گل مقابل نیوکاسل) ۳ بار پوکر (۴ گل) و ۱۲ بار هتریک کرده است (آخرین بار در بازی با استون ویلا که با نتیجه ۶–۱ به سود منچستر سیتی تمام شد) که با شکستن رکورد آلن شیرر (با ۱۱ هتریک) در رتبه اول رکوردداران هتریک در تاریخ لیگ برتر انگلیس قرار گرفت.
او در سال ۲۰۱۵ موفق به فتح کفش طلای انگلیس شد. وی همچنین بهترین گلزن تاریخ شهر منچستر محسوب می‌شود.
آگوئرو فصل ۲۰۲۰ را با مصدومیت و نیمکت نشینی سپری کرد. اواسط فصل مدیران سیتی وقتی دیدند وی تصمیمی برای خداحافظی از فوتبال ندارد، اعلام کردند قصد تمدید با سرخیور را ندارند و او می‌تواند باشگاه بعدی خود را انتخاب کند.
آگوئرو در مارس سال ۲۰۲۱ میلادی، خبر جدا شدنش در تابستان از تیم منچسترسیتی را تأیید کرد.
بارسلونا
آگوئرو بعد از قهرمانی در لیگ برتر و نائب قهرمانی در لیگ قهرمانان اروپا با منچستر سیتی، با قراردادی ۲ ساله به بارسلونا پیوست. آگوئرو بعد از مدتی مصدومیت برای بارسلونا چهار بازی انجام داد، سرخیو آگوئرو در مقابل رئال مادرید تنها گل بارسلونا را به ثمر رساند غافل از اینکه این آخرین گل دوران حرفه‌ای‌اش خواهد بود. چرا که در بازی برابر دیپورتیوو آلاوز دچار مشکل قلبی شده و در بیمارستان بستری شد، ابتدا عنوان شد بعد از چهار ماه به فوتبال باز خواهد گشت ولی بعد از چند روز با چشمانی گریان اعلام کرد برای همیشه از دنیای فوتبال خداحافظی خواهد کرد. سرخیو آگوئرو دو سال بعد از بازنشستگی، در لیگ فوتبالی آماتوری در اروگوئه به میدان رفت.

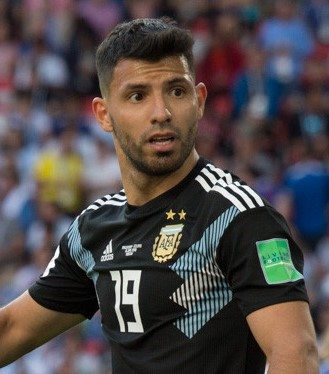
آگوئرو در حال بازی برای تیم ملی آرژانتین در سال ۲۰۱۸

## افتخارات
باشگاهی:
 اتلتیکو مادرید
- لیگ اروپا قهرمان(۱) ۲۰۱۰–۲۰۰۹
- سوپرجام اروپا قهرمان(۱) ۲۰۱۰
- منچسترسیتی
- لیگ برتر انگلستان قهرمان(۵) ۲۰۱۲–۲۰۱۱، ۲۰۱۴–۲۰۱۳، ۲۰۱۸–۲۰۱۷، ۲۰۱۹–۲۰۱۸، ۲۰۲۱–۲۰۲۰
- جام حذفی فوتبال انگلستان قهرمان(۱) ۲۰۱۹–۲۰۱۸
- جام اتحادیه فوتبال انگلیس قهرمان(۶)۲۰۱۴–۲۰۱۳، ۲۰۱۶–۲۰۱۵، ۲۰۱۸–۲۰۱۷، ۲۰۱۹–۲۰۱۸، ۲۰۲۰–۲۰۱۹، ۲۰۲۱–۲۰۲۰
- سوپر جام فوتبال انگلستان قهرمان(۳) ۲۰۱۲، ۲۰۱۸، ۲۰۱۹
- لیگ قهرمانان اروپا نایب قهرمان ۲۰۲۱–۲۰۲۰

ملی:
 آرژانتین

- جام جهانی فوتبال نایب قهرمان(۱) ۲۰۱۴
- کوپا آمریکا قهرمان(۱)۲۰۲۱

افتخارات فردی:
- بهترین گل زن تاریخ منچسترسیتی
- بهترین گلزن خارجی تاریخ لیگ برتر انگلستان
- سومین گلزن تاریخ تیم ملی آرژانتین
- دو دوره بهترین بازیکن فصل منچسترسیتی: ۲۰۱۲–۲۰۱۱، ۲۰۱۵–۲۰۱۴
- حضور در تیم منتخب دههٔ ۲۰۱۰ آمریکای جنوبی
- دو دوره حضور در تیم منتخب سال لیگ برتر انگلستان: ۲۰۱۸–۲۰۱۷، ۲۰۱۹–۲۰۱۸
- هفت دوره بهترین بازیکن ماه لیگ برتر انگلستان: اکتبر ۲۰۱۳, نوامبر ۲۰۱۴, ژانویه ۲۰۱۶, آوریل ۲۰۱۶, ژانویه ۲۰۱۸, فوریه ۲۰۱۹, ژانویه ۲۰۲۰
- جایزه پسر طلایی اروپا ۲۰۰۷
- بهترین بازیکن جوان فوتبال جهان ۲۰۰۹
- کفش طلایی لیگ برتر انگلستان ۲۰۱۵–۲۰۱۴
- ورود نام وی به تالار مشاهیر لیگ برتر انگلستان: ۲۰۲۲
- بهترین بازیکن سال لالیگای ایبرو-آمریکایی ۲۰۰۸–۲۰۰۷
- جایزه دون بالون ۲۰۰۸–۲۰۰۷
- بازیکن سال اف اس اف ۲۰۱۴